# Bryan Sellers
Pas d'image ? Cliquez ici
Bryan Sellers, né le 19 août 1982 à Dayton, est un pilote automobile américain. Il a remporté le championnat United SportsCar Championship 2018 dans la catégorie GTD.

## Carrière
En 2014, à la suite de la fusion des championnats American Le Mans Series et Rolex Sports Car Series, l'écurie Team Falken Tire (en) s'engagea en United SportsCar Championship avec une Porsche 911 RSR qui a été confiée à Bryan Sellers et Wolf Henzler,. Malgré un engagement sur la saison, il ne participa pas aux 24 Heures de Daytona et commença sa saison aux 12 Heures de Sebring. Pour cette première saison en United SportsCar Championship, il remporta le Petit Le Mans et finira deuxième au GT Challenge at VIR. Il finira le championnat pilote United SportsCar Championship dans la catégorie GTLM en 12e position.
En 2015, Bryan Sellers poursuit l'aventure avec l'écurie Team Falken Tire (en) aux mains d'une Porsche 911 RSR avec Wolf Henzler comme copilote. Il remporta, en se jouant de la pluie, les 6 Heures de Watkins Glen et finira troisième aux 12 Heures de Sebring. Il finira le championnat pilote United SportsCar Championship dans la catégorie GTLM en 7e position.

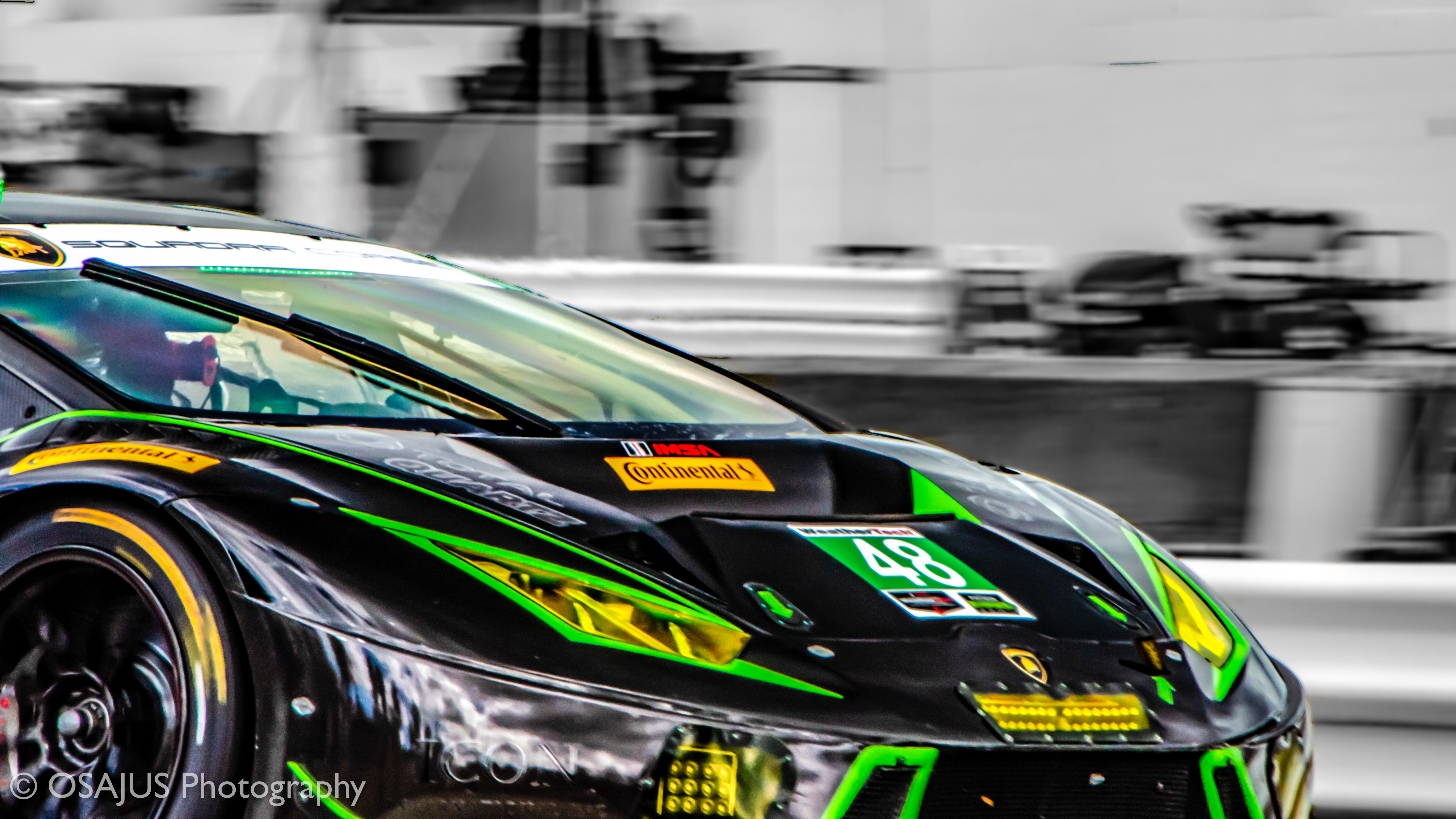
Lamborghini Huracan GT3 n°48 du Paul Miller Racing aux Petit Le Mans 2018

En 2016, Bryan Sellers, sans volant depuis le retrait du Team Falken Tire (en) , s'engage avec l'écurie Paul Miller Racing afin de piloter de la Lamborghini Huracan GT3 n°48 avec Madison Snow comme copilote. Lors de la saison, il remporta les GT Challenge at VIR, finira en seconde position aux Lone Star Le Mans et en troisième position au SportsCar Grand Prix. Il finira le championnat pilote United SportsCar Championship dans la catégorie GTD en 3e position.
En 2017, la collaboration entre Bryan Sellers et l'écurie Paul Miller Racing continu avec un nouvel engagement sur l’intégralité de la saison en tant que pilote de la Lamborghini Huracan GT3 n°48 avec Madison Snow comme copilote. Les performances de l'équipage ont été en retrait par rapport à la saison 2016 et ils terminèrent seulement en deux occasions sur le podium. Une première fois en troisième position au Sports Car Classic et ensuite une seconde position du Northeast Grand Prix. Il finira le championnat pilote United SportsCar Championship dans la catégorie GTD en 9e position.
En 2018, l'écurie Paul Miller Racing a confirmé Bryan Sellersen tant que pilote de la Lamborghini Huracan GT3 n°48 avec Madison Snow comme copilote sur l’intégralité de la saison pour la troisième année consécutive.  Il réalisa l'une de ses meilleures saisons en United SportsCar Championship en gagnant les 12 Heures de Sebring et le Northeast Grand Prix, en montant sur la seconde marche du podium à Road America ainsi que 5 troisième places. Il remporta ainsi le championnat pilote United SportsCar Championship dans la catégorie GTD.
Pour 2019, le Paul Miller Racing confirme de nouveau Bryan Sellers en tant que pilote de la Lamborghini Huracan GT3 Evo n°48 avec Ryan Hardwick comme copilote. Son partenaire depuis 2016, Madison Snow, a en effet annoncé qu'il ne piloterait plus en United SportsCar Championship du fait de son passage de classification de Silver à Gold. Il est extrêmement content des évolutions portées sur la voiture qui apporte un énorme changement dans la maniabilité et la configuration de la voiture.

## Palmarès

### Résultats aux 24 Heures du Mans
| Année | Equipe             | Coéquipiers                        | Voiture              | Classe | Tours | Pos. | Class Pos. |
| ----- | ------------------ | ---------------------------------- | -------------------- | ------ | ----- | ---- | ---------- |
| 2005  | Panoz Motor Sports | Patrick Bourdais Marino Franchitti | Panoz Esperante GTLM | GT2    | 268   | Abd. | Abd.       |

### Championnat WeatherTech SportsCar
| Année | Ecurie                | Châssis                     | Moteur                     | Classe | 1      | 2      | 3      | 4     | 5      | 6      | 7     | 8     | 9     | 10    | 11    | 12    | Position | Points |
| ----- | --------------------- | --------------------------- | -------------------------- | ------ | ------ | ------ | ------ | ----- | ------ | ------ | ----- | ----- | ----- | ----- | ----- | ----- | -------- | ------ |
| 2014  | Team Falken Tire (en) | Porsche 911 RSR             | Porsche 4.0 L Flat-6 Atmo  | GTLM   | DAY    | SEB 5  | LBH 8  | LGA 4 | WGL 9  | MOS 8  | IMS 9 | ELK 9 | VIR 2 | AUS 8 | ATL 1 |       | 12e      | 266    |
| 2015  | Team Falken Tire (en) | Porsche 911 RSR             | Porsche 4.0 L Flat-6 Atmo  | GTLM   | DAY 8  | SEB 3  | LBH 6  | LGA 8 | WGL 1  | MOS 8  | ELK 8 | VIR 7 | AUS 4 | ATL 7 |       |       | 7e       | 268    |
| 2016  | Paul Miller Racing    | Lamborghini Huracán GT3     | Lamborghini 5.2 L V10 Atmo | GTD    | DAY 16 | SEB 6  | LGA 7  | BEL 8 | WGL 12 | MOS 3  | LIM 4 | ELK 8 | VIR 1 | AUS 2 | ATL 4 |       | 3e       | 293    |
| 2017  | Paul Miller Racing    | Lamborghini Huracán GT3     | Lamborghini 5.2 L V10 Atmo | GTD    | DAY 7  | SEB 5  | LBH 16 | AUS 4 | BEL 3  | WGL 12 | MOS 8 | LIM 2 | ELK 6 | VIR 5 | LGA 7 | ATL 7 | 9e       | 281    |
| 2018  | Paul Miller Racing    | Lamborghini Huracán GT3     | Lamborghini 5.2 L V10 Atmo | GTD    | DAY 3  | SEB 1  | MOH 3  | BEL 3 | WGL 3  | MOS 4  | LIM 1 | ELK 2 | VIR 6 | LGA 4 | ATL 3 |       | 1re      | 333    |
| 2019  | Paul Miller Racing    | Lamborghini Huracán GT3 Evo | Lamborghini 5.2 L V10 Atmo | GTD    | DAY 15 | SEB 16 |        |       |        |        |       |       |       |       |       |       | 17e*     | 31*    |

N.B. * Saison en cours. Les courses en " gras  'indiquent une pole position, les courses en "italique" indiquent le meilleur tour de course.